# 喬岱
喬岱（1478年—1542年），字希申，號龍溪，山東濟南府章丘縣人，民籍，明朝政治人物。

## 生平
弘治十四年（1501年）辛酉科山東鄉試第五名舉人。弘治十五年（1502年）中式壬戌科會試第二百二十四名，三甲第一百三十三名進士。授行人，正德二年（1507年）四月选授四川道試監察御史，巡视两浙盐课，五年三月以考察贬太平府儒学教授，遷鈞州州判，升永城知縣，七年調任庐陵县知县，十年任广德州知州，升瑞州府清軍同知，丁父憂，服闋，十六年正月升山西按察司佥事，提督屯田，带管河東道。嘉靖二年（1523年）以母老致仕归。

## 家族
曾祖喬明德；祖父喬木，號竹軒，正統辛酉舉人，官鄭府左長史；父喬奉先，號松菊，成化辛卯舉人，官秦府右長史。母楚氏。具庆下。兄嶽。弟岩。子乔世彦。孫喬梓。